# Марілу Толо
Марія Лусія, відома як Марілу Толо (італ. Marilu Tolo) (нар. 16 січня 1944) — італійська акторка.

## Біографія
Була моделлю у Валентина Гаравані. У 1959 у 15 років виступила в ролі мовчазної служниці в популярному в Італії мінісеріалі «Музікіере». Продовжувала працювати на ТБ, грала ролі другого плану.
Дебютувала на великому екрані в ролі Маргарити в фільмі Альберто Латтуади «Солодкі обмани». У 1960 році знялася в чотирьох фільмах.  
Завдяки красі, чарівності та яскравому драматичному таланту Марілу Толо швидко вийшла в ряди найкращих акторок італійського кіно 60-х — 70-х. Грала у фільмах різних стилів і жанрів — бойовиках, «спагеті-вестернах», фільмах жахів, військових драмах, еротичних комедіях.  
Акторські удачі Марілу Толо — Діана в мелодрамі Вітторіо Де Сіка «Шлюб по-італійськи» (1964), Сільвана в стрічці Карло Лідзані «Челестіно» (1964), невелика роль в картині Федеріко Фелліні «Джульєтта і духи» (1965), Адріана в драмі Валентино Орсіні «Засуджені на вічні муки на землі / I Dannati della terra» (1967), Верде в драмі Сальваторе Сампера «Убийте жирного тільця і підсмажте його / Uccidete il vitello grasso e arrostitelo» (1970).  
Значна акторська робота — Сирена Лі Пума в соціальній драмі Даміано Даміані «Визнання комісара поліції прокурору республіки» (1971). Марілу Толо створила образ розтерзаної сумнівами жінки, закоханої в людину, яка намагається її вбити.  
Акторській манері Марілу Толо властиві темпераментність, тонкість психологічної проробки образу, яскраве нюансування характеру.  
Починаючи з середини 70-х знімалася переважно в телесеріалах. У 1985 році з успіхом виконала роль Ванди у комедійному серіалі «Sogni e besogni». Після 1985 року в кіно і на ТБ не знімалася.  
З 1975 року одружена з режисером Роберто Веліна. Живе у Франції, Мексиці й США.

## Фільмографія
- I dolci inganni (1960)
- Urlatori alla sbarra (1960)
- I piaceri del sabato notte (1960)
- La regina delle Amazzoni (1960)
- Le ambiziose (1961)
- Adultero lui, adultera lei (1963)
- Shéhérazade - La schiava di Bagdad (1963)
- Maciste gladiatore di Sparta (1964)
- Il magnifico gladiatore (1964)
- «Шлюб по-італійськи» (1964)
- Il trionfo di Ercole (1964)
- L'ultimo gladiatore (1964)
- Пісня світу (1965)
- La Celestina P... R... (1965)
- Ossessione nuda (1965)
- Giulietta degli spiriti (1965)
- Da 077: intrigo a Lisbona (1965)
- Una raffica di piombo (1965)
- Le notti della violenza (1966)
- Perry Grant, agente di ferro (1966)
- Un colpo da mille miliardi (1966)
- Baleari operazione Oro (1966)
- Carnet per un morto (1966)
- La bourse et la vie (1966)
- La Primula rosa (1966)
- Sciarada per quattro spie (1966)
- Se tutte le donne del mondo...- Operazione paradiso (1966)
- Il papavero è anche un fiore (1966)
- Retour à Bacoli (1966)
- Le streghe (1967)
- Ore violente (1967)
- L'amore attraverso i secoli (1967)
- Sept hommes et une garce (1967)
- Se sei vivo spara (1967)
- I dannati della terra (1967)
- Commandos (1968)
- Un killer per Sua Maestà (1968)
- Candy e il suo pazzo mondo (1968)
- I caldi amori di una minorenne (1969)
- L'età selvaggia (1970)
- Roy Colt & Winchester Jack (1970)
- Gradiva (1970)
- Uccidete il vitello grasso e arrostitelo (1970)
- 1971 — Зізнання комісара поліції прокуророві республіки / Confessione di un commissario di polizia al procuratore della repubblica
- Siamo tutti in libertà provvisoria (1971)
- La controfigura (1971)
- Romance of a Horsethief (1971)
- Viva la muerte... tua! (1971)
- Jus primae noctis (1972)
- Abuso di potere (1972)
- Meo Patacca (1972)
- Mio caro assassino (1972)
- Barbablù (1972)
- Il mangiaguardie (1973)
- Le cinque giornate (1973)
- Testimone oculare (1973)
- Il trafficone (1974)
- Prigione di donne (1974)
- La paura dietro la porta (1975)
- La bufera (1975)
- Les malfaisants (1975)
- Orlando furioso (1975)
- Le brigate del tigre (1975)
- 1976 : Знайомство за шлюбним оголошенням / (Cours apres moi que je t'attrape) — Аніта
- Dimenticare Lisa (1976)
- Charlie's Angels (1979)
- The Sleep of Death (1981)
- Assassinio al cimitero etrusco (1982)
- Marco Polo (1982)
- Le féminin pluriel (1982)
- Il tassinaro (1983)
- Vacanze di Natale (1983)
- Gli ultimi giorni di Pompei (1984)
- Sogni e bisogni (1985)